# Antonella Elia
Antonella Elia (Torino, 1º novembre 1963) è un'attrice, conduttrice televisiva e showgirl italiana.
Negli anni novanta si è fatta conoscere dal grande pubblico co-conducendo programmi di grande seguito come La Corrida - Dilettanti allo sbaraglio, Non è la Rai, Pressing e La ruota della fortuna. Dagli anni duemila partecipa spesso a reality show quali L'isola dei famosi (di cui vince l'edizione del 2012), Pechino Express, Grande Fratello VIP e Temptation Island.

## Biografia
È figlia di Enrico Elia, avvocato torinese morto il 17 aprile 1979, quando lei aveva quindici anni, nell'incidente stradale sull'Autostrada dei Fiori, nei pressi di Andora, che costò la vita anche all'ex calciatore Paolo Barison. Essendo sua madre già morta quando aveva un anno, Antonella viene cresciuta dai nonni materni e dalla matrigna Paola, vedova del padre. Consegue la maturità classica nella sua città natale, quindi si trasferisce a Roma e, dopo aver frequentato la scuola di Tonino Conte, comincia la sua carriera artistica come attrice in alcuni spettacoli teatrali.

### Carriera televisiva

#### Gli esordi
Dopo essere stata protagonista negli anni ottanta, ancora da sconosciuta, di molti spot pubblicitari (Lip, Lines, Shampoo Clear, Vicks Sinex, corsi di lingue De Agostini) e campagne cartacee, esordisce in televisione nel 1990 come valletta di Corrado nello storico varietà del sabato sera di Canale 5 La Corrida - Dilettanti allo sbaraglio, che la vedrà confermata anche nelle edizioni del 1991, 1993 e 1994, crescendo artisticamente sempre di più come spalla e showgirl.

#### Il successo televisivo
Ancora su Canale 5, dopo un'esperienza come inviata nel programma di Jocelyn Cos'è cos'è, dove conduceva dei giochi in esterna, nella stagione 1991-1992 partecipa alla prima edizione di Non è la Rai, condotta da Enrica Bonaccorti, nonché ai vari speciali della trasmissione, come lo speciale di Capodanno andato in onda il 31 dicembre 1991, quello di San Valentino condotto da Gerry Scotti, la serata La notte della bellezza condotta da Fabio Testi e il varietà estivo Bulli & pupe, condotto da Paolo Bonolis. Sempre nel 1992, co-conduce con Corrado e Fabrizio Frizzi la nona edizione del Gran Premio Internazionale dello spettacolo e presenta assieme a Luca Barbareschi il varietà di Rete 4 Questo è amore, per il quale canta e balla anche l'omonima sigla.
Tra il 1993 e il 1996 affianca Raimondo Vianello per la conduzione del programma calcistico Pressing su Italia 1. Nel 1993 prende parte anche a una puntata della storica sitcom Casa Vianello. Nella stagione 1994-1995 inoltre conduce sempre su Italia 1 assieme a Giuseppe Fiorello (allora noto come Fiorellino) la terza edizione del varietà musicale Karaoke che, rimasto orfano di Fiorello, non riscuote gli stessi consensi e verrà eliminato dai palinsesti a fine stagione (salvo un ancor più sfortunato recupero vent'anni dopo con la conduzione di Angelo Pintus). Inoltre, nel 1995, dopo aver partecipato assieme a Simona Ventura al varietà estivo di Alberto Castagna Cuori e denari, comincia un sodalizio lavorativo con Mike Bongiorno: avendolo già affiancato alla conduzione del Festival italiano 1994, lui la sceglie come spalla e co-conduttrice dei suoi quiz e varietà Festival italiano, Bravo, bravissimo, Ma l'amore sì, Premio Mozart, Fifa World Player 1995 e soprattutto La ruota della fortuna, dove suscitò scalpore in occasione di una partecipante che rifiutò il premio e la sua contestuale contestazione contro le pellicce messe in palio da uno sponsor, scatenando, per la sua reazione, le ire del conduttore. Può essere ritenuto uno dei primi casi di contestazione mediatica verso le pellicce animali. In questo periodo è spesso ospite al Maurizio Costanzo Show.

#### Tra televisione e teatro
Nel 1996 lascia Mediaset per condurre su TMC 2 un programma giornaliero intitolato Dritti al cuore: l'esperienza nella giovane rete durerà però solo una stagione, dal momento che nello stesso anno debutterà come protagonista nel musical teatrale La bella e la bestia, con la regia di Luciano Cannito. Nel 1997 Antonella Elia porterà all'esordio insieme con Claudio Bisio il programma cabarettistico Zelig - Facciamo Cabaret, in seconda serata su Italia 1, e reciterà nel ruolo della nipote della bidella Franca Valeri nella seconda stagione della fiction di Canale 5 Caro maestro, con Marco Columbro ed Elena Sofia Ricci protagonisti. Nel 1998 condurrà su TMC il programma estivo Centocittà e reciterà in un altro musical teatrale, A Chorus Line, con la regia di Saverio Marconi, mentre l'anno successivo per l'allora neonata emittente satellitare Happy Channel prenderà parte alla trasmissione televisiva Duri quotidiani, insieme con Demo Mura, e allo spettacolo teatrale Café Chantant, con la regia di Tato Russo.
Dopo aver recitato negli spettacoli teatrali La mandragola (2000), con Elio Pandolfi, e Il mercante e la schiava contesa (2001) di Livio Galassi, nel 2002 è nel cast del musical TV di Canale 5 Gian burrasca di Rita Pavone con Ambra Angiolini, Alessia Mancini, Katia Ricciarelli. Sempre nel 2002 - oltre a essere presente sempre sui palcoscenici di prosa con From Medea - è di nuovo su Canale 5 assieme a Mike Bongiorno per condurre il varietà dedicato agli animali Qua la zampa!: nello stesso anno partecipa inoltre al carnevale di Venezia eseguendo lo spettacolo de il volo dell'angelo. Dal 2002 al 2004 ha studiato come attrice alla Beverly Hills Playhouse di Los Angeles nel corso di Milton Katselas, prendendo parte come figurante a tre film statunitensi e riuscendo ad entrare nel sindacato attori.

#### Il rilancio con i reality
Ritornata in Italia, nel 2004 partecipa al reality show di Raidue L'isola dei famosi, divenendo nota in questa edizione per uno scontro fisico violento con le concorrenti Patrizia Pellegrino e Aída Yéspica a cui pone fine Carmen Di Pietro, venendo poi però eliminata nel corso della settima puntata con il 47% dei voti. Sempre nel corso della stessa stagione televisiva, è nel cast di Buona Domenica su Canale 5, storico programma condotto da Maurizio Costanzo. Spesso a fianco dei Radicali, nel 2005 scrive articoli a tematica sociale per il mensile LOOK magazine e intervista un condannato a morte nel carcere statunitense di massima sicurezza San Quintino, tornando nello stesso anno ancora sulle scene con l'Orestea di Eschilo, al fianco di Mita Medici, e a L'isola dei famosi, stavolta come opinionista fissa. Nel 2006 prosegue la sua collaborazione con la televisione pubblica presentando Il Derby del cuore e partecipando in qualità di inviata al programma di attualità La vita in diretta e alla trasmissione d'informazione e attualità politica Alice e le altre. Fra il 2010 e il 2011 conduce sul canale tematico K2 il daytime di A tutto reality e di A tutto reality - Azione!.
Passeranno tre anni prima di rientrare sul piccolo schermo statale prendendo parte al programma di approfondimento musicale X Factor - Il processo, nel quale verrà riconfermata anche nel 2010 per Extrafactor, mentre nel 2011 è tornata su Canale 5 per condurre insieme con Flavio Insinna La Corrida - Dilettanti allo sbaraglio, la trasmissione che l'aveva lanciata nel mondo dello spettacolo: a luglio dello stesso anno viene inoltre invitata a Berlino come ambasciatrice italiana di pace al World culture festival. Nel 2012 veste nuovamente i panni di concorrente de L'isola dei famosi, uscendone vincitrice con il 73,45% dei voti al televoto contro Manuel Casella e devolvendo i soldi della vincita ad Amnesty International, associazione di cui diventa testimonial.
Sempre per la Rai, dopo essere stata nel 2013 co-conduttrice di Superbrain - Le supermenti affiancando Paola Perego, gareggia al reality Pechino Express - Verso il Sol Levante (2017), formando insieme a Jill Cooper la coppia delle "Caporali" che le permette di classificarsi al secondo posto, e al talent Tale e quale show (2018), di cui vince l'ultima puntata imitando Jessica Rabbit: nello stesso anno è inoltre ospite ricorrente a Che fuori tempo che fa condotto da Fabio Fazio.

#### Il rientro a Mediaset
Rientra a Mediaset tra le "ministre" del programma di Piero Chiambretti CR4 - La Repubblica delle Donne (2019) e tra i concorrenti della quarta edizione del Grande Fratello VIP condotta da Alfonso Signorini (arrivando in finale, classificandosi sesta: mentre dell'edizione successiva sarà opinionista insieme a Pupo) e - con il compagno, l'attore e doppiatore Pietro Delle Piane - della ottava edizione di Temptation Island, reality presentato da Filippo Bisciglia (2020). Nel 2021 compete a game show come Avanti un altro! Pure di sera su Canale 5, Name That Tune - Indovina la canzone su TV8 e Top Dieci su Rai 1; inoltre nello stesso anno è una delle co-conduttrici (assieme a Elisabetta Gregoraci, Carolina Stramare, Paola Di Benedetto e Antonella Fiordelisi) di Scherzi a parte, condotto da Enrico Papi. Nel 2022, dopo essere stata una delle "ripetenti" del reality Back to School condotto da Nicola Savino, è assieme a Soleil Sorge e Federico Fashion Style una giurata de La Pupa e il Secchione Show, condotto da Barbara D'Urso su Italia 1.

#### Il passaggio in Rai
Dalla stagione 2022/2023 rientra in Rai in veste di inviata speciale nel programma Citofonare Rai 2, condotto da Simona Ventura e Paola Perego. Inoltre, per la stessa rete è dal 2022 nel cast di BellaMa', sia in veste di opinionista che di co-conduttrice.

### Carriera teatrale
Contemporaneamente è tornata ad intensificare la sua presenza sul palcoscenico: ha recitato infatti in Bello di papà (2006/2007), di e con Vincenzo Salemme, Il re di New York (2008), al fianco di Biagio Izzo con la regia di Claudio Insegno, 24 dicembre (2009) e 'Na Santarella (2010), entrambi al fianco di Mario Brancaccio, che ne ha curato anche la regia. Nello stesso anno interpreta La venexiana, con la regia di Giacomo Zito, cui seguono: La verità (2011/2012), per la regia di Maurizio Nichetti con Massimo Dapporto; Dignità Autonome di Prostituzione (2014/2015), per la regia di Luciano Melchionna; La mia futura ex (2015) con Franco Oppini e Simona D'Angelo, per la regia di Luca Pizzurro; Benvenuti a... (2015/2016), diretto e interpretato da Giacomo Rizzo; Il più brutto weekend della nostra vita (2016/2017) per la regia di Maurizio Micheli, anche protagonista al fianco di Benedicta Boccoli e Nini Salerno.
Sempre nel 2016, a diversi anni dall'ultima esperienza cinematografica, appare inoltre nel film indipendente Calìgo, diretto dal regista Egidio Carbone.

## Filmografia

### Cinema
- Parco Valentino, regia di Giorgio Fabris (1990)
- Tonight in That Building (1991)
- Voglio una donnaaa!, regia di Luca e Marco Mazzieri (1998)
- The Terminal, regia di Steven Spielberg – non accreditata (2004)
- Ocean's Twelve, regia di Steven Soderbergh – non accreditata (2004)[5]
- The Aviator, regia di Martin Scorsese – non accreditata (2004)
- Nature Unleashed: Volcano, regia di Mark Roper (2005)

### Televisione
- I promessi sposi – miniserie TV, 3 episodi (1989)
- Casa Vianello – serie TV, episodio 5x03 (1994)
- Caro maestro – serie TV, 6 episodi (1997)
- Gian Burrasca, regia di Maurizio Pagnussat – film TV (2001)
- Non uccidere – serie TV, episodio 2x16 (2018)

### Cortometraggi
- Stasera in quel palazzo (1991)
- Buona fortuna, regia di Cathryn de Prume (2009)

## Teatro
- 7 stanze gotiche, regia di Tonino Conte (1987)
- I castelli di Barbablu e Sentieri sotterranei, regia di Tonino Conte (1988)
- Però peccato, era una gran puttana, regia di Aldo Trionfo (1988)
- Liolà di Luigi Pirandello, regia di Luigi Squarzina con Orso Maria Guerrini (1989)
- La bella e la bestia, regia di Luciano Cannito con Gianni Nazzaro, André De La Roche e Niki Nicolai (1996)
- A Chorus Line, regia di Saverio Marconi (1998)
- Cafè' Chantant, regia di Tato Russo (1999)
- La mandragola di Niccolò Machiavelli, regia di Paolo Gazzara con Elio Pandolfi (2000)
- Il mercante e la schiava contesa, regia di Livio Galassi (2001)
- Il colpo della strega, regia di Fabio Crisasi (2002)
- From Medea di Grazia Verasani, regia di Pietro Bontempo (2002)
- Orestea di Eschilo, regia di Livio Galassi con Mita Medici (2005)
- Bello di papà di e con Vincenzo Salemme (2006-2007)
- Il re di New York, regia di Claudio Insegno con Biagio Izzo (2008)
- 24 dicembre di Bruno Tabacchini e Ciro Villano, regia di Mario Brancaccio (2009)
- Santarella di Eduardo Scarpetta, regia di Mario Brancaccio (2010)
- La Venexiana, regia di Giacomo Zito con Barbara Bovoli e Geremia Longobardo (2010-2011)
- La verità di Florian Zeller, regia di Maurizio Nichetti con Massimo Dapporto (2011-2013)
- Dignità autonome di prostituzione, regia di Luciano Melchionna (2014-2015)
- La mia futura ex, regia di Luca Pizzurro con Franco Oppini (2015)
- Benvenuti a..., di e con Giacomo Rizzo (2015-2016)
- Il più brutto weekend della nostra vita di Norm Foster, regia di Maurizio Micheli con Benedicta Boccoli e Nini Salerno (2016-2019)

## Programmi televisivi
- La Corrida - Dilettanti allo sbaraglio (Canale 5, 1990-1991, 1993-1994, 2011)
- Cos'è cos'è (Canale 5, 1991) Inviata
- Non è la Rai (Canale 5, 1991-1992)
  - Capodanno con Canale 5 (Canale 5, 1991-1992)
  - Serata d'amore per San Valentino (Canale 5, 1992)
  - Carnevale con Canale 5 (Canale 5, 1992)
  - La notte della bellezza (Canale 5, 1992)
  - La grande festa di Non è la Rai (Canale 5, 1992)
  - Bulli e pupe (Canale 5, 1992)
- Gran Premio Internazionale dello spettacolo (Canale 5, 1992)
- Questo è amore (Rete 4, 1992)
- Pressing (Italia 1, 1993-1996)
- Giro d'Italia (Italia 1, 1994)
- Stadio di stelle (Italia 1, 1994)
- Trenta ore per la vita (Reti Mediaset, 1994) Inviata
- Karaoke (Italia 1, 1994-1995)
- Festival italiano (Canale 5, 1994)
- Cuori e denari (Canale 5, 1995)
- Bravo, bravissimo (Canale 5, 1995)
- FIFA World Player of the Year (Italia 1, 1995)
- La ruota della fortuna (Canale 5, 1995-1996)
- Premio Mozart (Canale 5, 1996)
- Ma l'amore si (Canale 5, 1996)
- Dritti al cuore (TMC2, 1996)
- Zelig - Facciamo Cabaret (Italia 1, 1996-1997)
- Centocitta (Telemontecarlo, 1998)
- Duri quotidiani (Happy Channel, 1999)
- Qua la zampa! (Canale 5, 2002)
- L'isola dei famosi (Rai 2, 2004-2005, 2012) [12]
- Buona Domenica (Canale 5, 2004-2005)
- Ma chi sei Mandrake? (Rai 1, 2005) Concorrente
- Derby del cuore (Rai 2, 2006)
- La vita in diretta (Rai 1, 2006) Inviata
- Alice e le altre (Rai 2, 2006) Inviata
- X Factor - Il processo (Rai 2, 2009-2010) Opinionista
- A tutto reality - L'isola (K2, 2010)
- Extra Factor (Rai 2, 2010) Opinionista
- A tutto reality - Azione! (K2, 2010-2011)
- Superbrain - Le supermenti (Rai 1, 2013)
- Pechino Express (Rai 2, 2017) Concorrente
- Tale e Quale Show (Rai 1, 2018) Concorrente
- Zecchino d'Oro (Rai 1, 2018) Giurata
- CR4 - La Repubblica delle Donne (Rete 4, 2019) Opinionista
- Grande Fratello VIP (Canale 5, 2020-2021) [13]
- Temptation Island (Canale 5, 2020) Concorrente
- Live - Non è la D'Urso (Canale 5, 2021) Opinionista
- Name That Tune - Indovina la canzone (TV8, 2021-2023) Concorrente
- Back to School (Italia 1, 2022) Concorrente
- La Pupa e il Secchione - Show (Italia 1, 2022) Giurata
- Alessandro Borghese - Celebrity Chef (TV8, 2022) Concorrente
- Citofonare Rai 2 (Rai 2, 2022-2025) Inviata
- BellaMa' (Rai 2, dal 2022) Ospite fissa
  - BellaFesta per Fondazione Telethon (Rai 1, 2024)

## Pubblicità
- Winterthur Assicurazioni (1986)
- Detersivo Lip (1986-1987)
- Assorbenti Lines (1987-1988)
- Shampoo Clear (1988)
- La mia Cucina Pratica - DeAgostini (1989)
- Vick Sinex Spray Nasale (1989)
- Pannolini Pampers (1989)
- Mandorlato Balocco (1997)
- Biscotti Balocco (1998)
- Farmaca Beauty Hair Top (2010)
- A.I.S.A. -Associazione Italiana contro le Sindromi Atassiche - ONLUS (2011)
- Amnesty International (2012)